# Красавино
Краса́вино (рос. Красавино) — місто у складі Великоустюзького району Вологодської області, Росія. Адміністративний центр Красавинського міського поселення. Місто включене до переліку монопрофільних муніципальних утворень Російської Федерації (мономіст) до категорії муніципальних утворень з найскладнішим соціально-економічним становищем (в тому числі у взаємозв'язку з проблемами функціонування містоутворюючих організацій).

## Географія
Місто розташоване на березі річки Північна Двіна, за 470 км на північний схід від Вологди, за 25 км від Великого Устюга. Залізнична станція знаходиться за 3 км. Територією міста протікає притока Північної Двіни — річка Лапинка.

## Історія
Найдавніші поселення, а точніше, стоянки в басейнах річок поблизу Великого Устюгу, відносяться до палеоліту. Поблизу присілка Велике Єсіплево були виявлені стоянки часів неоліту (4 тис. років до н. е.). Пройде кілька століть, перш ніж на цих землях поселяться племена угро-фінів, потім — слов'ян. У 14-15 століттях устюзькі землі піддаються нападу новгородців і в'ятичів. З появою єдиної держави в 15 столітті ведеться облік населених пунктів, за назвами яких згодом утворюються прізвища. Із сотні книг 16 століття можна дізнатися, що землі і населені пункти поблизу нинішнього міста були вотчиною архієпископа Ростовського. Місцеве населення населених пунктів Лапино, Подгор'є, Малетін складалося в парафію Зосимо-Савватієвської церкви, що знаходилася за річкою Північною Двіною.
У 1842 році на орендованій землі зросійщений німець Петро Карлович Люрс починає будівництво льонопрядильно-ткацької фабрики, для якої було закуплено найкраще обладнання в Хейвуді, Лідсі та Манчестері. Красавинська фабрика, зареєстрована в 1851 році, стала першою в Російській Імперії фабрикою з випуску тонких лляних виробів.
Технічними працівниками, що обслуговували фабрику, були майстри — британські піддані з дружинами. Фінансовим керуючим теж був іноземний підданий. За участю їх льонопрядильня досягла свого успіху: слава фабрики гриміла на увесь світ. Лляні вироби побували на численних виставках, завойовуючи різні нагороди. Красавино розширювалося, поєднувалося з іншими населеними пунктами.
Революція початку 20 століття та наступні за нею зміни негативно позначилися на житті міста. Фабрика була націоналізована, іноземні фахівці були звільнені і згодом репресовані й розстріляні. Володимирська церква закрита, а потім і зовсім знесена. Село отримало статус селища.
У 1923 році відкривається ФЗУ, будується лазня-пральня, функціонують 4 школи, одна з яких — середня. У 1930 році був побудований клуб. Гордістю селища стає стадіон. У місті виходить газета «Північний текстильник», редактором якої довгий час був Шиїн. Фабрика продовжувала існувати як державне підприємство. Першими директорами льонопрядильні за радянської влади були Г. Астахов і П. Суровцев.
У 1947 році селище рішенням Президії Верховної Ради СРСР отримує статус міста. У 1957 році пущена перша черга ТЕЦ. У 1958 році тканини льонокомбінату отримують перший приз Всесвітньої виставки в Брюсселі — золоту медаль. За 1960—1980 роки в місті було побудовано 11 багатоквартирних будинків, санаторій-профілакторій, з'явилися нові магазини.
З розпадом Радянського Союзу місто змінювалося під натиском змін. Колишня льонопрядильна фабрика, пізніше льонокомбінат, переходив з рук в руки. Обладнання не оновлювалося, робітники отримували малі гроші за свою нелегку працю. У 2012 році льонокомбінат остаточно закрився. Сьогоднішнє місто — це невелике містечко з населенням, яке повільно зменшується. У 2013 році місту присвоєно статус монопрофільного міста рішенням Міністерства регіонального розвитку. Житловий фонд зношений на 70 %. Складається переважно з приватних будинків, малоквартирних будинків барачного типу.

## Населення
Населення — 7003 особи (2010; 8211 у 2002).